# Islamski Ruch Afganistanu
Islamski Ruch Afganistanu (pers. حرکت اسلامی افغانستان Harakat-e Islami-ji Afghanistan) – afgańska fundamentalistyczna partia polityczna założona dnia 19 sierpnia 1978 roku przez Asifa Mohseniego, początkowo partia inspirowała się ideami Alego Szari’atiego (szariatyzmem). Ugrupowanie zostało zarejestrowane dopiero w 2003 roku.

## Historia
Partia powstała dnia 19 sierpnia 1978; jej działacze walczyli przeciwko Związkowi Radzieckiemu podczas interwencji z 1979 roku. W tym czasie Islamski Ruch Afganistanu należał do Teherańskiej Ósemki, która była wspieraną przez Iran koalicję szyickich afgańskich partii politycznych.
W lutym 2005 roku Asif Mohseni zrezygnował z pełnienia funkcji przewodniczącego partii; jego następcą został Sajed Mohammad Ali Dżawid. W kwietniu tego roku partia dołączyła do krótkotrwale działającego Narodowego Frontu Porozumienia Afganistanu.
W latach 2012–2013 partia wydawała tygodniki Fadżr Omid i Harakat.
W 2015 roku odbył się zjazd Islamskiego Ruchu Afganistanu, podczas którego wybrano Sultana Alego Mortezę Nikzada na szefa partyjnej Rady Wykonawczej.

## Struktura organizacyjna[6]
Struktura organizacyjna Islamskiego Ruchu Afganistanu składa się z danych organów:
- Zgromadzenie Ogólne – najważniejszy organ decyzyjny partii. Do jego zadań należą między innymi ustalanie polityki partii. Zgromadzenie zwoływane jest co cztery lata, gdzie na ten okres wybiera się zarząd składający się z przewodniczącego, jego zastępcy i dwóch sekretarzy; w obradach uczestniczą członkowie struktur organizacyjnych partii oraz krajowi i międzynarodowi działacze społeczni i polityczni zaproszeni przez Radę Wykonawczą. Nadzwyczajne sesje Zgromadzenia Ogólnego zwoływane są na wniosek 2/3 członków Rady Centralnej lub na mocy decyzji Rady Wykonawczej.

- Rada Centralna – partyjny organ ustawodawczy i polityczny, najważniejszy po Zgromadzeniu Ogólnym organ decyzyjny partii. Do jego zadań należy zatwierdzania rocznego partyjnego budżetu i planu pracy oraz ustalanie wysokości składki członkowskiej partii. W skład Rady Centralnej wchodzi 251 członków wybieranych przez Zgromadzenie Ogólne; każdy z nich musi mieć ukończony 25. rok życia oraz praktykować islam. Jej posiedzenia odbywają się co rok. Przewodniczący i wiceprzewodniczący Rady Centralnej pełnią dane funkcje jednocześnie w Radzie Wykonawczej.

- Rada Wykonawcza – organ złożony z 9 wydziałów, odpowiedzialny między innymi za wdrażanie planów partyjnych oraz kontrolą i nazrodowaniem spraw spraw partii. W skład Rady Wykonawczej wchodzi 41 członków wybieranych przez Zgromadzenie Ogólne; każdy z nich musi mieć ukończony 25. rok życia oraz praktykować islam. Jej posiedzenia odbywają się co tydzień.

- Rada Prowincjonalna – organ działający na szczeblu prowincji, odpowiedzialny za przedstawianie sprawozdań Radzie Wykonawczej. Przewodniczący Rady Prowincjonalnej jest wybierany przez jej członków i zatwierdzany przez Radę Wykonawczą. Posiedzenia odbywają się co miesiąc.

- Rada Lokalna – organ działający na szczeblu dystryktu, odpowiedzialny za przedstawianie sprawozdań nadzorującej jej Radzie Prowincjonalnej. Posiedzenia Rady Lokalnej odbywają się co miesiąc.

## Program partii[6]

### Gospodarka
- budowa akweduktów,
- dążenie państwa do samowystarczalności,
- industrializacja kraju,
- nadzorowanie rządu nad sektorem prywatnym oraz nad ilością i jakością importowanych i eksportowanych towarów,
- przeciwdziałanie monopolom,
- rozwój bankowości,
- rozwój i unowocześnianie rolnictwa,
- wspieranie turystyki oraz przyciąganie zagranicznych turystów,
- zwiększenie importu towarów z zagranicy.

### Polityka wewnętrzna
- dążenie do ustroju unitarnej islamskiej republiki,
- działania na rzecz poprawy stanu środowiska,
- eliminowanie nierówności społecznych,
- modernizacja i rozbudowa afgańskiej armii,
- poszanowanie trójpodziału władzy,
- powierzanie stanowisk rządowych na podstawie kompetencji,
- rozbudowa sieci szpitali,
- rozwój oświaty poprzez zakładanie szkół i uczelni na terenie kraju oraz doposażanie ich, zapewnienie obowiązkowej i bezpłatnej edukacji na poziomie podstawowym,
- walka z analfabetyzmem,
- walka z narkotykami,
- walka ze zjawiskiem nierówności społecznych,
- zakazanie stosowania tortur w celu przyznania się do winy podczas przesłuchania,
- zakazanie ustanawiania praw sprzecznych z zasadami islamu,
- zapewnienie wolności słowa oraz swobodnego udziału w życiu politycznym,
- zapobieganie prowadzeniu nielegalnych wykopalisk oraz przemycaniu nielegalnie wykopanych przedmiotów za granicę,
- zezwolenie na zakładanie prywatnych szkół oraz prywatnych mediów, będącymi pod nadzorem rządu.

### Polityka zagraniczna
- osądzanie obcokrajowców popełniających przestępstwa na terenie Afganistanu,
- prowadzenie polityki opartej na wzajemnym szacunku oraz na równowadze politycznej,
- przyjmowanie i korzystanie z zagranicznych osiągnięć naukowych i technicznych,
- utrzymywanie dobrych stosunków na arenie międzynarodowej,
- walka przeciwko terroryzmowi,
- współpraca z międzynarodowymi organizacjami, jak Międzynarodowym Ruchem Czerwonego Krzyża i Czerwonego Półksiężyca, ONZ oraz OWI.

## Mandaty doIzby Ludowej
| Wybory | Mandaty | +/− |
| ------ | ------- | --- |
| 2005   | 3/249   | –   |
| 2010   | 4/249   | 1   |
| 2018   | 0/249   | 4   |